# 佐々麻梨江
佐々 麻梨江（ささ まりえ、1987年1月29日 - ）は、埼玉県出身のタレント、フリーアナウンサー、モデルである。

## 略歴
越谷市立光陽中学校、春日部共栄高等学校、成城大学社会イノベーション学部政策イノベーション学科卒業。
所属事務所は圭三プロダクション（「圭三塾」第20期生）。
ワールド・ミス・ユニバーシティ・コンテスト2008日本代表(2008/2009年の日本大会は公式には実施されていないことになっている)。

## 主な出演番組

### 現在出演中の番組
- ぴかぴかマンボ（2010年11月 - 2017年9月30日、テレビ東京）

### 過去の主な出演番組
- 三竹天狗（テレビ朝日）
- ハマランチョ（テレビ神奈川）
- 朝まるJUST（2010年3月29日 - 2011年3月30日、千葉テレビ放送） - 月 - 水のキャスター

など

### テレビCM
- 航空自衛隊広報CM（2010年）
- 相模原市／政令指定都市（2010年）
- デアゴスティーニ・ジャパン 週刊コメディドラでENGLISH（2011年）

### 雑誌
- JJ 読者モデル（光文社）
- CanCam 読者モデル（小学館）